# Торнаречо
Торнаречо (итал. Tornareccio) је насеље у Италији у округу Кјети, региону Абруцо.
Према процени из 2011. у насељу је живело 1317 становника. Насеље се налази на надморској висини од 643 м.

## Становништво
Према резултатима пописа становништва 2011. у општини је живело 1.932 становника.
| 1931. | 1936. | 1951. | 1961. | 1971. | 1981. | 1991. | 2001. | 2011. |
| ----- | ----- | ----- | ----- | ----- | ----- | ----- | ----- | ----- |
| 2.933 | 2.985 | 2.980 | 2.774 | 2.120 | 2.020 | 2.052 | 1.948 | 1.932 |